# 부곡도서관 (군포시)
군포시부곡도서관은 경기도 군포시 소재의 도서관이다.

## 연혁
- 2013년 5월 28일 개관.

## 시설현황
- 3층: 열람실, 노트북실, 문화강좌실, 세미나실, 휴게실
- 2층: 종합자료실, 디지털자료실, 사무실
- 1층: 어린이자료실, 이야기방

## 이용 안내
이용 안내
- 1층 어린이자료실: 매일 09:00~18:00
- 1층 부곡 장난감나라: 화~토요일 09:00~17:00
- 2층 종합자료실, 디지털 자료실: 평일 09:00~22:00 / 주말 09:00~18:00
- 3층 노트북실, 열람실: 월요일 09:00~18:00 / 화~일요일 07:00~24:00

휴관일
- 매주 월요일, 법정공휴일
- 1월 1일, 설, 추석 전면 휴관